# Sainte-Colombe (Seine-et-Marne)
Pour les articles homonymes, voir Sainte-Colombe.
Sainte-Colombe est une commune française située dans le département de Seine-et-Marne en région Île-de-France.

## Géographie

### Localisation
Le village est situé à 5,5 km au sud-ouest de Provins et à 2,5 km au nord de Longueville.

### Communes limitrophes
| Vulaines-lès-Provins |                | Poigny              |
| Saint-Loup-de-Naud   | Sainte-Colombe | Chalautre-la-Petite |
| Longueville          |                | Soisy-Bouy          |

### Hydrographie

#### Réseau hydrographique

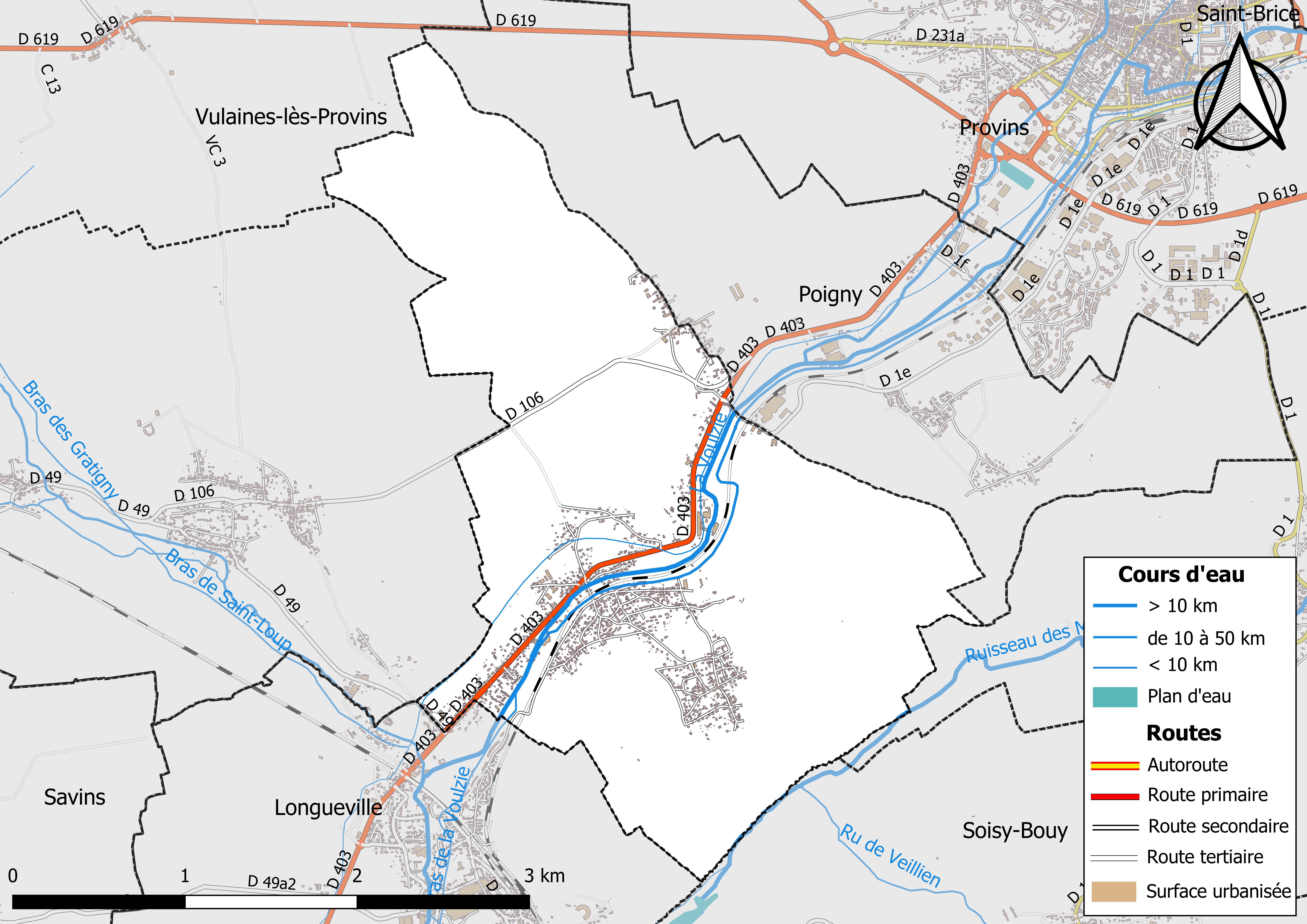
Carte des réseaux hydrographique et routier de Sainte-Colombe.

Le réseau hydrographique de la commune se compose de cinq cours d'eau référencés :
- la rivière Voulzie, longue de 43,86 km[1], affluent de la Seine en rive droite, ainsi que :
  - un bras de 1,66 km[2] ;
  - le canal 01 de la Commune de Sainte-Colombe, 5,01 km[3], qui confluent avec la Voulzie ;
- le ruisseau des Méances, long de 27,14 km[4], affluent de la Seine en rive droite, ainsi que :
  - un bras de 0,79 km[5].

Par ailleurs, son territoire est également traversé par le canal des Ormes, aqueduc, conduite forcée de 24,31 km qui conflue avec la Voulzie et par l’aqueduc de la Voulzie.
La longueur totale des cours d'eau sur la commune est de 10,43 km.

#### Gestion des cours d'eau
Afin d’atteindre le bon état des eaux imposé par la Directive-cadre sur l'eau du 23 octobre 2000, plusieurs outils de gestion intégrée s’articulent à différentes échelles : le SDAGE, à l’échelle du bassin hydrographique, et le SAGE, à l’échelle locale. Ce dernier fixe les objectifs généraux d’utilisation, de mise en valeur et de protection quantitative et qualitative des ressources en eau superficielle et souterraine. Le département de Seine-et-Marne est couvert par six SAGE, au sein du bassin Seine-Normandie.
La commune fait partie du SAGE « Bassée Voulzie », en cours d'élaboration en décembre 2020. Le territoire de ce SAGE concerne 144 communes dont 73 en Seine-et-Marne, 50 dans l'Aube, 15 dans la Marne et 6 dans l'Yonne, pour une superficie de 1 710 km2,. Le pilotage et l’animation du SAGE sont assurés par Syndicat Mixte Ouvert de l’eau potable, de l’assainissement collectif, de l’assainissement non collectif, des milieux aquatiques et de la démoustication (SDDEA), qualifié de « structure porteuse ».

### Transports en commun
La commune est desservie par une gare (Sainte-Colombe-Septveilles) de la ligne Paris - Longueville - Provins ( ).
Depuis le 2 février 2008, la ligne Paris-Provins desservant Sainte-Colombe évolue.
En effet, l'Autorail à Grande Capacité (AGC) voit le jour et permet une modernisation notable du confort, de la fiabilité et de la régularité de la ligne.
À partir de décembre 2009, un service d'horaires dit en "cadencement" apportera une nouvelle organisation de la desserte avec des horaires réguliers en journée et un renforcement de la desserte en soirée.

### Climat
Pour des articles plus généraux, voir Climat de l'Île-de-France et Climat de Seine-et-Marne.
En 2010, le climat de la commune est de type climat océanique dégradé des plaines du Centre et du Nord, selon une étude du CNRS s'appuyant sur une série de données couvrant la période 1971-2000. En 2020, Météo-France publie une typologie des climats de la France métropolitaine dans laquelle la commune est exposée à un climat océanique altéré et est dans la région climatique Nord-est du bassin Parisien, caractérisée par un ensoleillement médiocre, une pluviométrie moyenne régulièrement répartie au cours de l’année et un hiver froid (3 °C).
Pour la période 1971-2000, la température annuelle moyenne est de 10,8 °C, avec une amplitude thermique annuelle de 15,4 °C. Le cumul annuel moyen de précipitations est de 740 mm, avec 12,1 jours de précipitations en janvier et 7,9 jours en juillet. Pour la période 1991-2020, la température moyenne annuelle observée sur la station météorologique la plus proche, située sur la commune de Voulton à 11 km à vol d'oiseau, est de 11,3 °C et le cumul annuel moyen de précipitations est de 740,8 mm,. Pour l'avenir, les paramètres climatiques de la commune estimés pour 2050 selon différents scénarios d'émission de gaz à effet de serre sont consultables sur un site dédié publié par Météo-France en novembre 2022.

### Milieux naturels et biodiversité

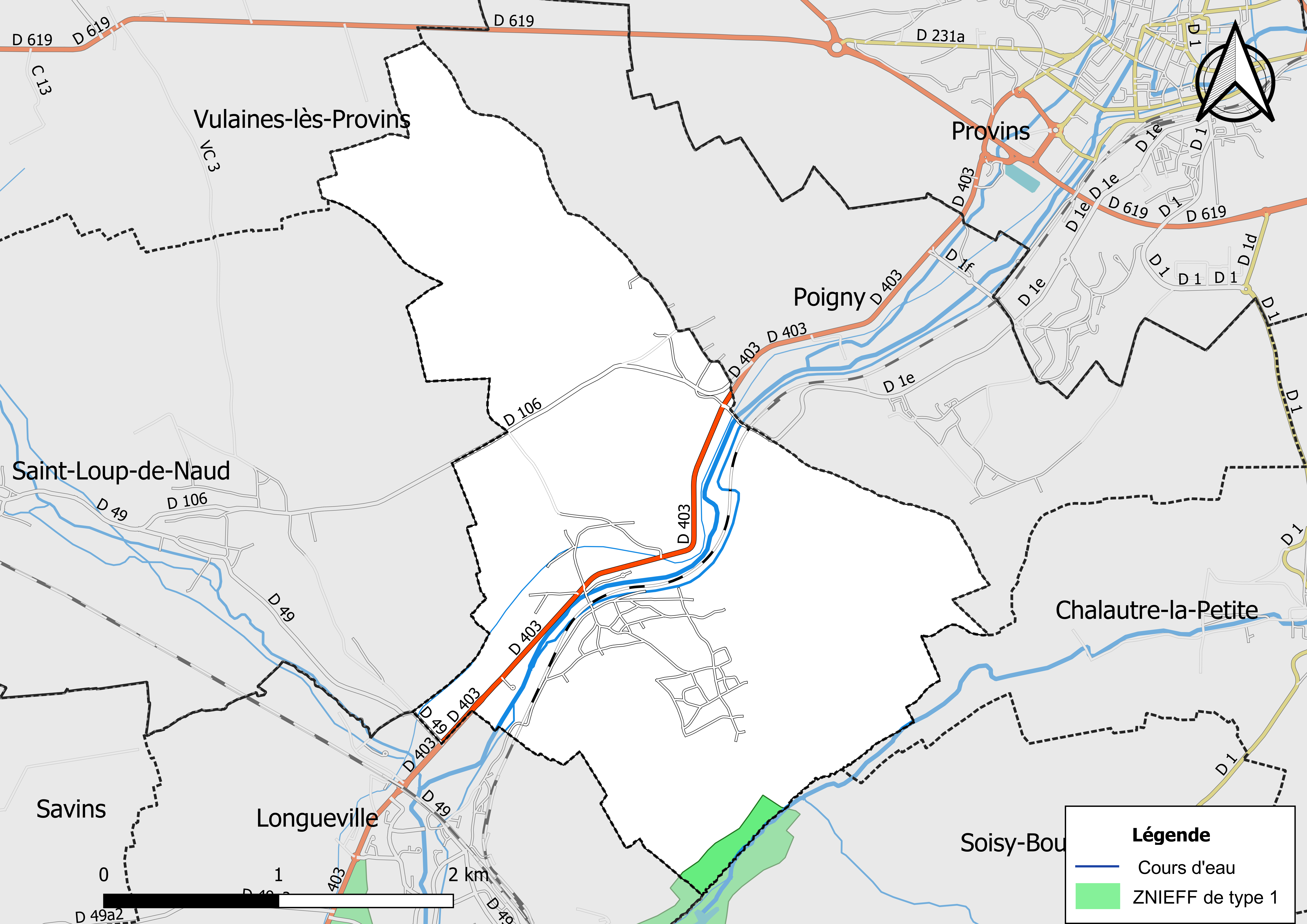
Carte des ZNIEFF de type 1 localisées sur la commune.

L’inventaire des zones naturelles d'intérêt écologique, faunistique et floristique (ZNIEFF) a pour objectif de réaliser une couverture des zones les plus intéressantes sur le plan écologique, essentiellement dans la perspective d’améliorer la connaissance du patrimoine naturel national et de fournir aux différents décideurs un outil d’aide à la prise en compte de l’environnement dans l’aménagement du territoire.
Le territoire communal de Sainte-Colombe comprend une ZNIEFF de type 1,,, 
l'« ancienne tourbière du Ru de Meances » (50,85 ha), couvrant 4 communes du département.

## Urbanisme

### Typologie
Au 1er janvier 2024, Sainte-Colombe est catégorisée ceinture urbaine, selon la nouvelle grille communale de densité à sept niveaux définie par l'Insee en 2022.
Elle appartient à l'unité urbaine de Longueville, une agglomération intra-départementale regroupant deux  communes, dont elle est ville-centre,,. Par ailleurs la commune fait partie de l'aire d'attraction de Paris, dont elle est une commune de la couronne,. Cette aire regroupe 1 929 communes,.

### Lieux-dits et écarts
La commune compte 104 lieux-dits administratifs répertoriés consultables ici dont Septveilles-le-Bas, Septveilles-le-Haut, le Mez-de-La-Madeleine (partagé avec la commune de Poigny).

### Occupation des sols
L'occupation des sols de la commune, telle qu'elle ressort de la base de données européenne d’occupation biophysique des sols Corine Land Cover (CLC), est marquée par l'importance des territoires agricoles (56 % en 2018), en diminution par rapport à 1990 (58 %). La répartition détaillée en 2018 est la suivante : 
terres arables (47,1% ), forêts (23,8% ), zones urbanisées (15,5% ), zones agricoles hétérogènes (8,9% ), mines (Carrières d'argile), décharges et chantiers (4,7 %).
Parallèlement, L'Institut Paris Région, agence d'urbanisme de la région Île-de-France, a mis en place un inventaire numérique de l'occupation du sol de l'Île-de-France, dénommé le MOS (Mode d'occupation du sol), actualisé régulièrement depuis sa première édition en 1982. Réalisé à partir de photos aériennes, le Mos distingue les espaces naturels, agricoles et forestiers mais aussi les espaces urbains (habitat, infrastructures, équipements, activités économiques, etc.) selon une classification pouvant aller jusqu'à 81 postes, différente de celle de Corine Land Cover,,. L'Institut met également à disposition des outils permettant de visualiser par photo aérienne l'évolution de l'occupation des sols de la commune entre 1949 et 2018.

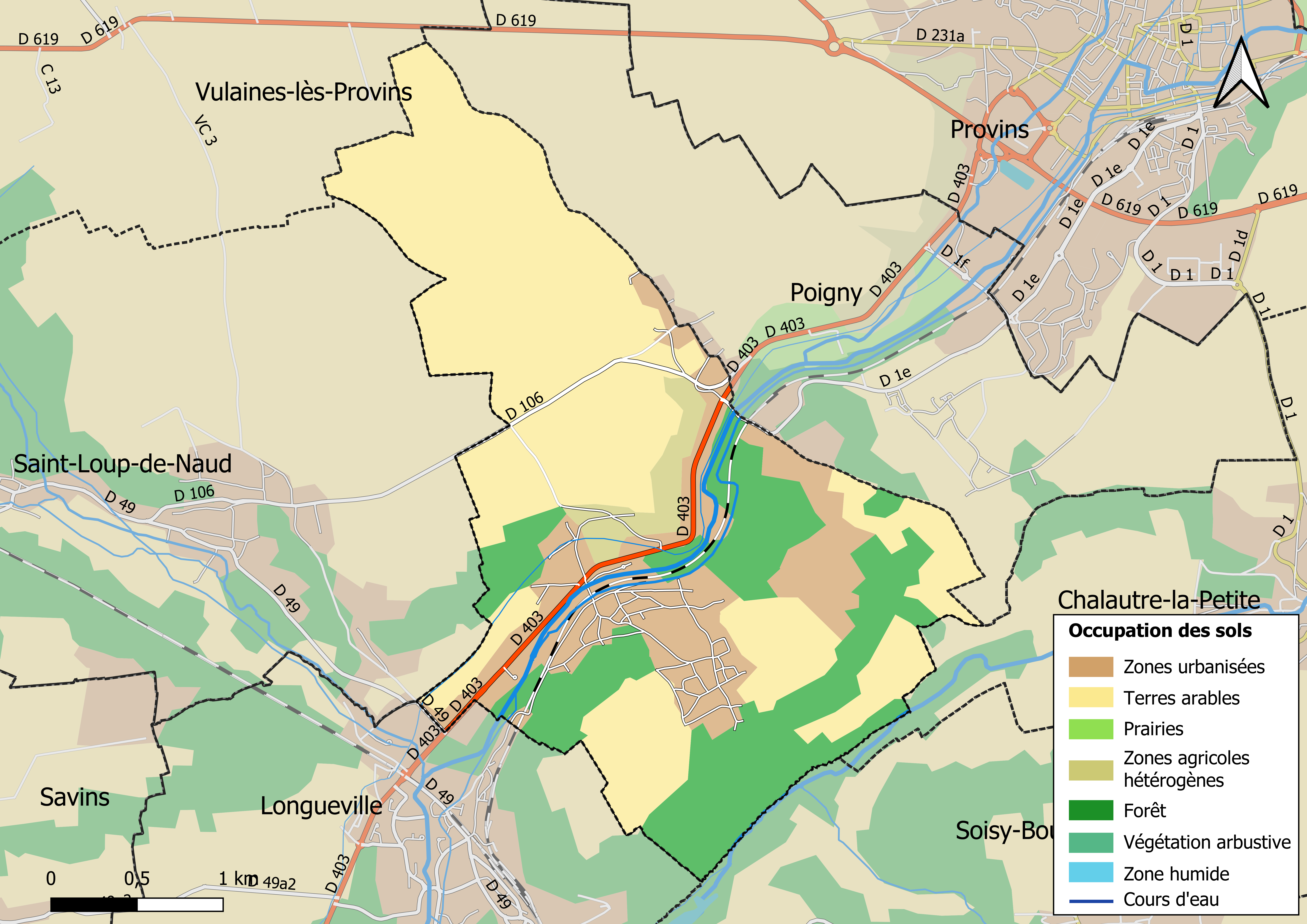
Carte des infrastructures et de l'occupation des sols en 2018 (CLC) de la commune.
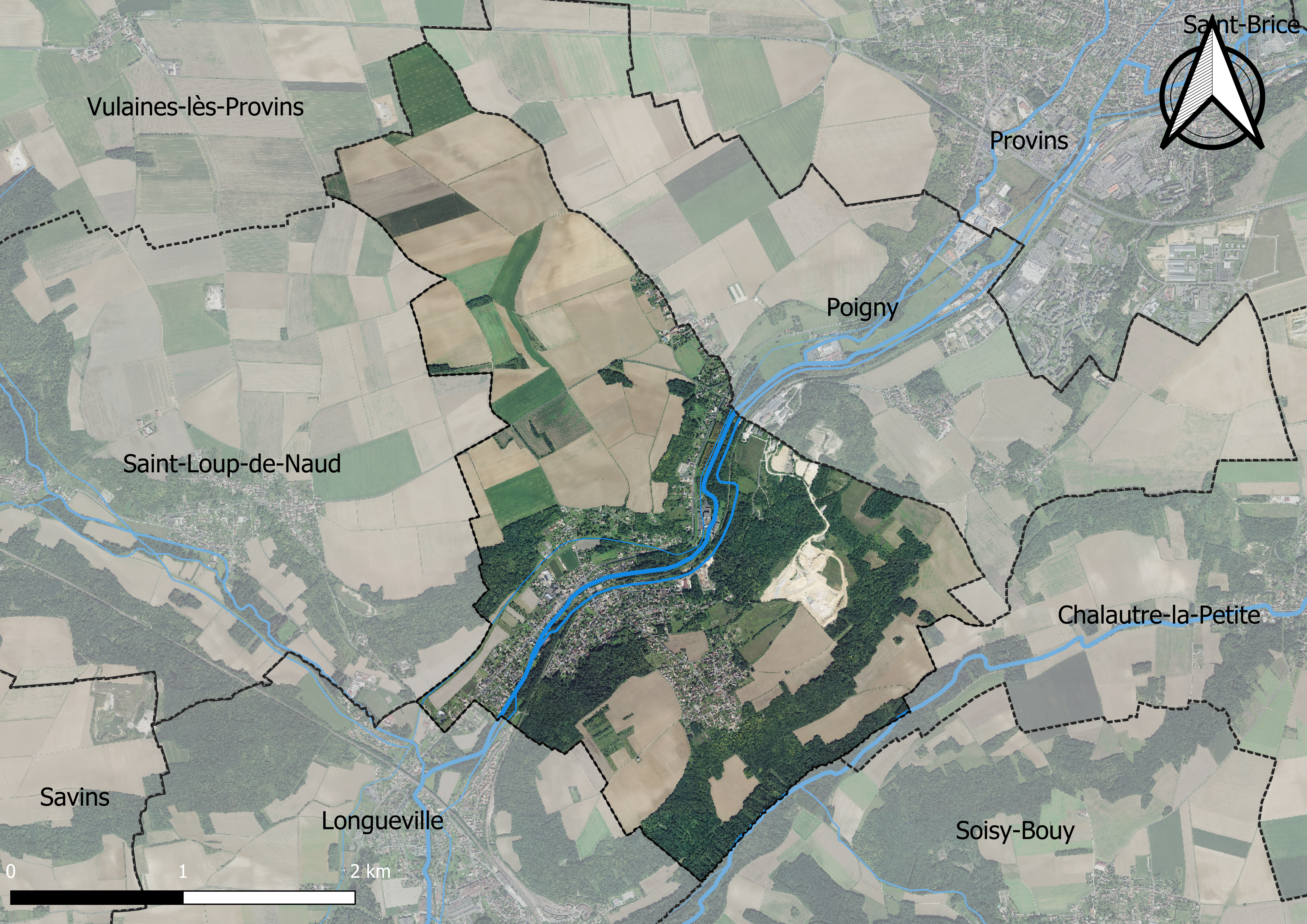
Carte orhophotogrammétrique de la commune.

### Planification
La loi SRU du 13 décembre 2000 a incité les communes à se regrouper au sein d’un établissement public, pour déterminer les partis d’aménagement de l’espace au sein d’un SCoT, un document d’orientation stratégique des politiques publiques à une grande échelle et à un horizon de 20 ans et s'imposant aux documents d'urbanisme locaux, les PLU (Plan local d'urbanisme). La commune est dans le territoire du SCOT Grand Provinois, dont le projet a été arrêté le 29 janvier 2020, porté par le syndicat mixte d’études et de programmation (SMEP) du Grand Provinois, qui regroupe les Communautés de Communes du Provinois et de Bassée-Montois, soit 82 communes.
La commune disposait en 2019 d'un plan local d'urbanisme en révision. Le zonage réglementaire et le règlement associé peuvent être consultés sur le Géoportail de l'urbanisme.

### Logement
En 2017, le nombre total de logements dans la commune était de 781 dont 92,3 % de maisons et 7,7 % d'appartements.
Parmi ces logements, 90,4 % étaient des résidences principales, 3,1 % des résidences secondaires et 6,6 % des logements vacants.
La part des ménages fiscaux propriétaires de leur résidence principale s'élevait à 83,2 % contre 15,5 % de locataires et 1,3 % logés gratuitement.

## Toponymie
Le nom de la localité est mentionné sous les formes Sancta Columba en 1249 ; Sainte Colomne en 1265 ; Sainte Coulomne en 1269 ; Sainte Coulomme en 1272, 1293.
L'hagiotoponyme de la commune et l'église sont dédiés à Sainte Colombe, vierge martyrisée à Sens au IIIe siècle.

## Histoire
La Léproserie de Closebarbe fut fondée dans la 2e moitié du XIIe siècle par Henri le Libéral, comte de Champagne. Siège du prieuré du Mez-de-la-Madeleine, dépendant de l'abbaye de Cluny ou du prieur de La Charité-sur-Loire.

## Politique et administration

### Liste des maires
| Période        | Période   | Identité       | Étiquette      | Qualité                    |
| -------------- | --------- | -------------- | -------------- | -------------------------- |
| 2001           | 2007      | Roger Marty    | UMP            | Retraité, (révoqué),       |
| septembre 2007 | mars 2014 | Gérard Mareuil | Sans étiquette | Retraité                   |
| mars 2014      | En cours  | Alain Balducci | Sans étiquette | Responsable d'exploitation |

## Équipements et services

### Eau et assainissement
L’organisation de la distribution de l’eau potable, de la collecte et du traitement des eaux usées et pluviales relève des communes. La loi NOTRe de 2015 a accru le rôle des EPCI à fiscalité propre en leur transférant cette compétence. Ce transfert devait en principe être effectif au 1er janvier 2020, mais la loi Ferrand-Fesneau du 3 août 2018 a introduit la possibilité d’un report de ce transfert au 1er janvier 2026,.

#### Assainissement des eaux usées
En 2020, la commune de Sainte-Colombe gère le service d’assainissement collectif (collecte et transport) en régie directe, c’est-à-dire avec ses propres personnels.
L’assainissement non collectif (ANC) désigne les installations individuelles de traitement des eaux domestiques qui ne sont pas desservies par un réseau public de collecte des eaux usées et qui doivent en conséquence traiter elles-mêmes leurs eaux usées avant de les rejeter dans le milieu naturel. La communauté de communes du Provinois assure pour le compte de la commune le service public d'assainissement non collectif (SPANC), qui a pour mission de vérifier la bonne exécution des travaux de réalisation et de réhabilitation, ainsi que le bon fonctionnement et l’entretien des installations,.

#### Eau potable
En 2020, l'alimentation en eau potable est assurée par le syndicat de l'Eau de l'Est seine-et-marnais (S2E77) qui gère le service en régie,,.

## Population et société

### Démographie
L'évolution du nombre d'habitants est connue à travers les recensements de la population effectués dans la commune depuis 1793. Pour les communes de moins de 10 000 habitants, une enquête de recensement portant sur toute la population est réalisée tous les cinq ans, les populations de référence des années intermédiaires étant quant à elles estimées par interpolation ou extrapolation. Pour la commune, le premier recensement exhaustif entrant dans le cadre du nouveau dispositif a été réalisé en 2006.

En 2022, la commune comptait 1 778 habitants, en évolution de −2,09 % par rapport à 2016 (Seine-et-Marne : +3,92 %, France hors Mayotte : +2,11 %).
| 1793 | 1800 | 1806 | 1821 | 1831 | 1836 | 1841 | 1846 | 1851 |
| ---- | ---- | ---- | ---- | ---- | ---- | ---- | ---- | ---- |
| 425  | 504  | 510  | 550  | 605  | 610  | 608  | 633  | 549  |

| 1856 | 1861 | 1866 | 1872 | 1876 | 1881 | 1886 | 1891 | 1896 |
| ---- | ---- | ---- | ---- | ---- | ---- | ---- | ---- | ---- |
| 776  | 629  | 614  | 645  | 619  | 641  | 650  | 622  | 587  |

| 1901 | 1906 | 1911 | 1921 | 1926 | 1931  | 1936  | 1946 | 1954  |
| ---- | ---- | ---- | ---- | ---- | ----- | ----- | ---- | ----- |
| 662  | 704  | 816  | 834  | 924  | 1 104 | 1 000 | 977  | 1 105 |

| 1962  | 1968  | 1975  | 1982  | 1990  | 1999  | 2006  | 2011  | 2016  |
| ----- | ----- | ----- | ----- | ----- | ----- | ----- | ----- | ----- |
| 1 209 | 1 178 | 1 309 | 1 407 | 1 555 | 1 697 | 1 705 | 1 786 | 1 816 |

| 2021  | 2022  | - | - | - | - | - | - | - |
| ----- | ----- | - | - | - | - | - | - | - |
| 1 793 | 1 778 | - | - | - | - | - | - | - |

### Enseignement

#### Maternelle et Primaire
École Armand-François.

### Manifestations culturelles et festivités

#### Associations
- Amicale des Anciens Combattants présidée par Monsieur MOTTAZ Claude ;
- Association Loisirs Amitié (ALA) ;
- Comité d'Entraide des Personnes Âgées présidé par Madame MARTY Jacqueline ;
- Comité des Fêtes de Sainte-Colombe ;
- Entente Football Club Longueville/Courton/Sainte-Colombe ;
- Foyer des Jeunes (aéromodélisme) ;
- Sainte-Colombe Sports et Loisirs (SCSL).
- Tennis Club de Sainte-Colombe.

### Médias
Déploiement de la fibre optique (FTTx) pour le hameau de Septveilles-le-Bas et du WiMAX pour le hameau de Septveilles-le-Haut.

### Sports
Tennis, tir à l'arc, pétanque, football, Jeet Kune Do, gymnastique, danse, pêche, pêche à la mouche, chasse.

## Économie

### Revenus de la population et fiscalité
En 2018, le nombre de ménages fiscaux de la commune était de 698, représentant 1 815 personnes et la  médiane du revenu disponible par unité de consommation  de 21 980 euros.

### Emploi
En 2017 , le nombre total d’emplois dans la zone était de 203, occupant 747 actifs  résidants.
Le taux d'activité de la population (actifs ayant un emploi) âgée de 15 à 64 ans s'élevait à 62,6 % contre un taux de chômage de 9 %. 
Les 28,4 % d’inactifs se répartissent de la façon suivante : 10,1 % d’étudiants et stagiaires non rémunérés, 11,2 % de retraités ou préretraités et 7,1 % pour les autres inactifs.

### Secteurs d'activité

#### Entreprises et commerces
En 2019, le nombre d’unités légales et d’établissements (activités marchandes hors agriculture) par secteur d'activité était de 57 dont 3 dans l’industrie manufacturière, industries extractives et autres, 11 dans la construction, 16 dans le commerce de gros et de détail, transports, hébergement et restauration, 2 dans les activités financières et d'assurance, 3 dans les activités immobilières, 9 dans les activités spécialisées, scientifiques et techniques et activités de services administratifs et de soutien, 6 dans l’administration publique, enseignement, santé humaine et action sociale et 7  étaient relatifs aux autres activités de services.
En 2020, 10 entreprises ont été créées sur le territoire de la commune, dont 8 individuelles.
Au 1er janvier 2021, la commune ne disposait pas d’hôtel et de terrain de camping.

#### Agriculture
Sainte-Colombe est dans la petite région agricole dénommée le « Montois », une petite région à l'est du département, en limite sud de la Brie. En 2010, l'orientation technico-économique de l'agriculture sur la commune est la culture de céréales et d'oléoprotéagineux (COP).
Si la productivité agricole de la Seine-et-Marne se situe dans le peloton de tête des départements français, le département enregistre un double phénomène de disparition des terres cultivables (près de 2 000 ha par an dans les années 1980, moins dans les années 2000) et de réduction d'environ 30 % du nombre d'agriculteurs dans les années 2010. Cette tendance se retrouve au niveau de la commune où le nombre d’exploitations est passé de 5 en 1988 à 3 en 2010. Parallèlement, la taille de ces exploitations augmente, passant de 85 ha en 1988 à 130 ha en 2010.
Le tableau ci-dessous présente les principales caractéristiques des exploitations agricoles de Sainte-Colombe, observées sur une période de 22 ans : 
|                                      | 1988 | 2000 | 2010 |
| ------------------------------------ | ---- | ---- | ---- |
| Dimension économique,                |      |      |      |
| Nombre d’exploitations (u)           | 5    | 5    | 3    |
| Travail (UTA)                        | 8    | 7    | 3    |
| Surface agricole utilisée (ha)       | 427  | 447  | 389  |
| Cultures                             |      |      |      |
| Terres labourables (ha)              | 427  | 447  | 387  |
| Céréales (ha)                        | 298  | 279  | s    |
| dont blé tendre (ha)                 | 221  | 202  | 170  |
| dont maïs-grain et maïs-semence (ha) | 70   | s    | s    |
| Tournesol (ha)                       | 43   | s    |      |
| Colza et navette (ha)                | s    | 44   | 87   |
| Élevage                              |      |      |      |
| Cheptel (UGBTA)                      | 22   | 0    | 0    |

## Culture locale et patrimoine

### Monuments et lieux remarquables

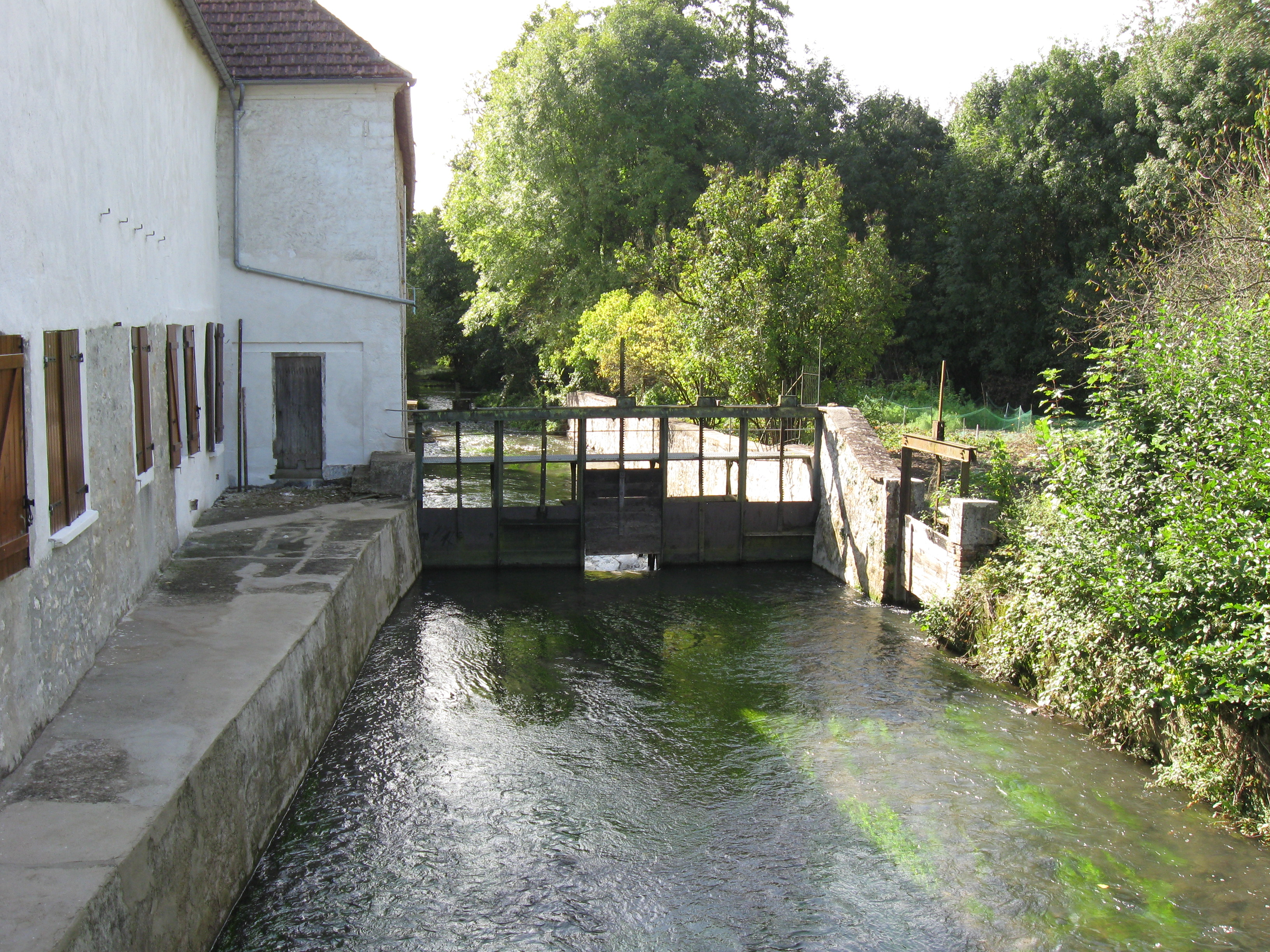
La Voulzie à Sainte-Colombe.

- Vestiges d'une ancienne léproserie, la maladrerie de Closebarbe,  Inscrit MH[57].

### Autres lieux et monuments
- La vallée de la Voulzie ;
- Le site du hameau de Septveilles-le-Haut, sur un éperon ;
- L'église, dédiée à sainte Colombe et à la vierge, d'art roman des XIe et XIIe siècles. Le clocher ajouté en 1754 avec son toit dit « à chapeau » est d'un style peu répandu en Brie ;
- Vestiges d'un prieuré bénédictin au Mez-de-la-Madeleine ;
- Le château de Sainte-Colombe.

### Personnalités liées à la commune
- Albert Roussel (1869-1937), compositeur français, y acheva Première Sonate pour violon et piano en août 1908 et y composa Le Marchand de Sable qui passe terminé le 23 octobre 1908. Il logeait alors avec son épouse Blanche Preisach à la villa « La Pisserotte ».

Il y composa également la mélodie Flammes sur des vers de Georges Jean-Aubry, tout comme l'était Le Marchand de Sable qui passe.
Cette période marque la fin des compositions de jeunesse de Roussel. Il partira en Inde l'année suivante avec sa femme, et en reviendra chargé d'idées pour une nouvelle ère musicale.
En 2010-2011, quatre concerts sont organisés par les professeurs de l'École de Musique du Provinois - Conservatoire de la Communauté de Communes, afin de faire jouer Roussel sur le lieu de ses compositions.
Il avait connu Sainte-Colombe très certainement en accompagnant son professeur Eugène Gigout, beau-frère de Gustave Lefèvre qui passaient leurs vacances en famille à Provins.